# Vendobionts
Els vendobionts (Vendobionta) són un grup extint d'éssers vius bèntonics que abasta la majoria dels organismes ediacarians. Es tracta d'un grup hipotètic que, en cas de ser correcte, representaria els animals més antics, que aparegueren a la Terra durant el període Ediacarià o Vendià, fa uns 580 milions d'anys. S'extingiren en l'explosió cambriana, quan sorgiren grups més recognoscibles i propers als animals moderns. És molt probable que no sigui un clade monofilètic i que alguns dels gèneres que conté no siguin animals.
Aquest grup biològic no ha generat un consens, puix que els intents de traçar relacions filogenètiques entre grups extints tan antics són molt especulatius. És una hipòtesi formulada pel geòleg alemany Adolf Seilacher, que fins i tot n'ha posat en dubte la relació amb el regne animal i la naturalesa multicel·lular. Els vendobionts podrien haver sorgit de manera independent i ser, en realitat, organismes unicel·lulars de grans dimensions. Així mateix, s'ha suggerit que podrien haver estat cnidaris, articulats o un grup divergent de tots els animals moderns (potser un fong, un protist colonial, una alga o un liquen), tot i que el consens actual és que no haurien pogut dur a terme la fotosíntesi. En tot cas, igual que els acritarcs, es consideren enigmes evolutius i probablement eren un regne i independent.